# Cameophallus brevicaeca
Cameophallus brevicaeca är en plattmaskart. Cameophallus brevicaeca ingår i släktet Cameophallus och familjen Microphallidae. Inga underarter finns listade i Catalogue of Life.